# State Law Building
Le State Law Building est un gratte-ciel construit construit dans le Central Business District de Brisbane en Australie en 1977. Sa hauteur est de 128 mètres pour 30 étages.
Il abrite des bureaux occupés par des administrations publiques et a été conçu par l'agence d'architecture Conrad Gargett Architecture.
L'immeuble est surnommé localement "Gotham City"
Il a été totalement rénové en 1995 et à l'occasion sa hauteur est passé de 110 mètres à 128 mètres avec l'addition de la partie supérieure de l'immeuble.